# Tveje Merløse Sogn
Tveje Merløse Sogn 

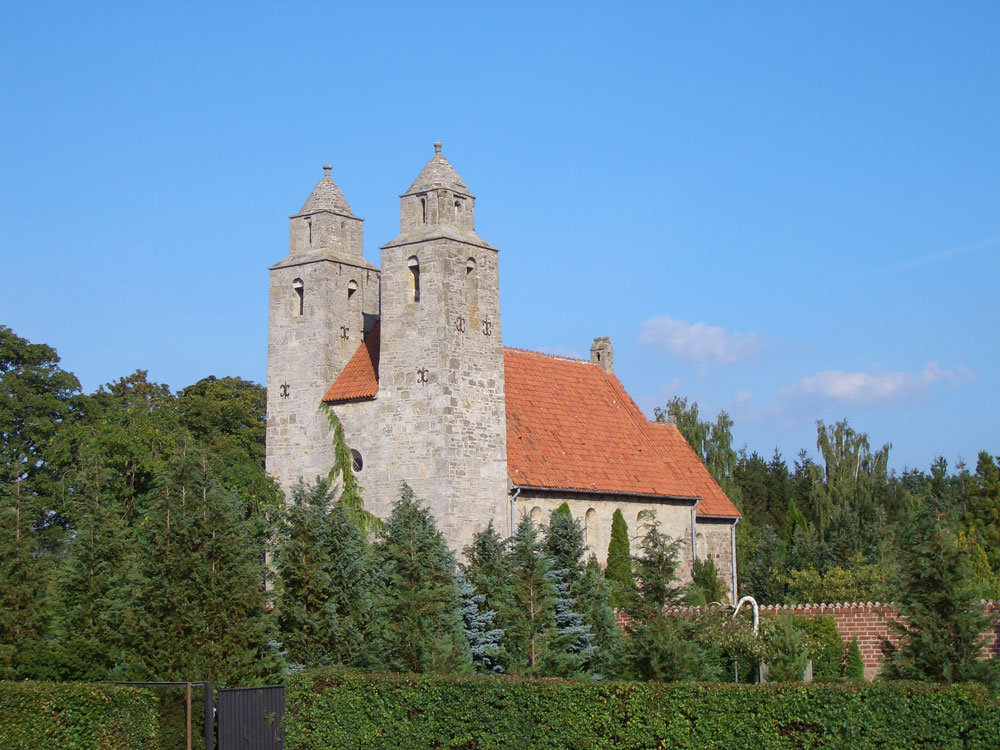
Tveje Merløse Kirke

ist eine Kirchspielsgemeinde (dän.: Sogn)
auf der Insel Sjælland im südlichen Dänemark.
Bis 1970 gehörte sie zur Harde Merløse Herred im damaligen Holbæk Amt, danach zur Holbæk Kommune im Vestsjællands Amt, die im Zuge der  Kommunalreform zum 1. Januar 2007 in der „neuen“ Holbæk Kommune in der Region Sjælland aufgegangen ist.
Von den 29.960 Einwohnern von Holbæk leben 13.021 im Kirchspiel Tveje Merløse (Stand: 1. Januar 2023).
Im Kirchspiel liegt die Kirche Tveje Merløse Kirke.
Nachbargemeinden sind im Osten Sankt Nikolai Sogn, im Südosten Grandløse Sogn, im Süden Sønder Asmindrup Sogn, im Südwesten Søstrup Sogn und im Westen Tuse Sogn.

## Persönlichkeiten
- Anna Castberg (* 1948), Hochstaplerin
- Michael Binzer (* 1969), dänisch-grönländischer Skilangläufer